# Allied Security Trust
Allied Security Trust（AST）は、特許保持企業の会員からなる企業である。同社は、パテント・トロールなど非事業体（non-practicing entities）が仕掛ける特許権侵害訴訟から会員企業を防衛する手助けを行う。

## 事業
会員は特許購入のためにそれぞれ委託費を拠出し、基金への預託を行う。各会員の預託基金は彼らが興味を持つ特許のみを購入するのに利用される。購入会員にはのちに特許がライセンスされる。ある期間経過したのち、特許は売却されるか贈与される。これはいわゆる特許のキャッチュ・アンド・リリース（catch and release）戦略と呼ばれる手法である。ただしASTは法的手続には関与しない。どの特許を買い取るかなど特許買取の意思決定が主要な段階に差し掛かると、ASTは末端会員も含め全会員に対して、入札する権利を与える。場合によっては、個々の会員が個別の入札1件1件毎に資金の入札額を上げるか否かを決定する。ASTの事務局は入札額の集計や入札の取りまとめを受け持つ。
別の特許収集団体RPX CorporationはASTの事務作業と比べ次の点で全く異なる。RPXが関連する特許売買取引において、特許の売買を行うのはRPXのいずれか会員1社でも複数会員の共同体でもなく、RPX自身の取引チームである。そして専従チームは、場合によっては数100万ドルにも達する買取資金を最善の方法で配するための絶対的な権限を有する。多くの企業を代表するRPXの役員会で多数の支持がある場合は、概ねRPXは複数の企業に渡って影響を与える特許の買収を試みる。
興味深いことではあるが、これら基本的なプロセスの違いについて、少なくとも理論上は、ASTのプロセスが、売買市場において無競争状態となるよう、潜在的に賢明な手段を確立しているといえる（各会員企業に数百名、全て合わせると2,000名ほどの熟練したエンジニアを抱えているといわれるASTの会員が20かその程度あることも考慮して）。ASTの会員企業が構成する技術専門家の分散的なつながりは、実にすばらしい知識基盤を提供しているといえるが、しかしながら、実際問題として、ASTの会員企業が皆、例えば、時期を逃さずに一貫した特許評価の堅牢な内部的手法の確立に成功するなどといった課題のために、必要なリソースをもっぱら提供するとは限らないという主張がなされる。この主張はおそらく公平であろう。そして、しばしばそうであるが、「時間に限りがある」（Time is of the essence）ならば、RPXの一元的な決定プロセスはおそらく都合が良い。OINのCEO、キース・バーゲルトも同様のことを述べており、OINも含め三者の会員モデルはそれぞれ異なっており、またOINとASTは委託型の非営利団体（非営利企業）であるのに対し、RPXは営利型企業である点にサービス内容を手始めとして大きな違いが生じていると述べている。

## 会員
ASTには以下を含めて21の会員（メンバー）が参加している。公開されている会員企業は以下である。
- アバイア
- エリクソン
- ヒューレット・パッカード
- IBM
- インテル
- モトローラ
- オラクル（サン・マイクロシステムズが参加し、サン買収後同社が継承）
- フィリップス
- ブラックベリー

## 役員
- ダニエル・マカディ（Daniel McCurdy）、CEO[7][8]
- ケリー・ホプキン（Kerry Hopkin）、CFO[8]